# العلاقات المصرية اليونانية

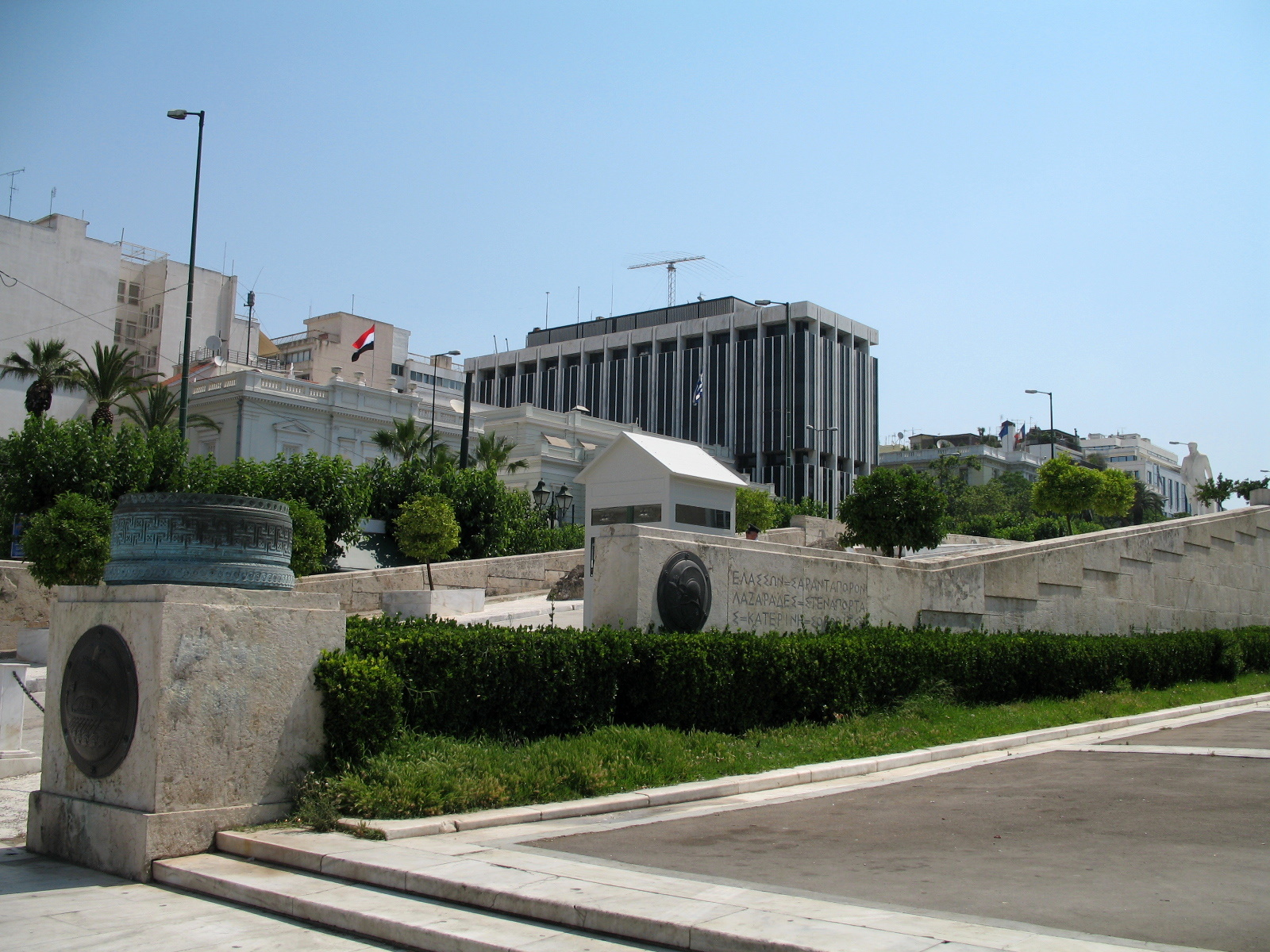
سفارة مصر في أثينا

العلاقات بين مصر واليونان هي من أقدم العلاقات بين بلدين في العالم إذ يعود تاريخها إلى ما قبل الميلاد بنحو 300 عام، حيث تعود منذ نشأة الإسكندرية من قبل الأسكندر الأكبر، كما أنه توجد في مصر جالية يونانية كبيرة العدد، وبالمثل نوجد في اليونان جالية مصرية كذلك، وفي العصر الحديث فإن العلاقات الدبلوماسية الرسمية بين مصر واليونان تعود إلى العام 1833.

## العسكرية
في 28 آب 2012 بدأت تدريبات بحرية مشتركة بين البحرية المصرية واليونانية في المياه الإقليمية المصرية.

## وصلات خارجية
- موقع وزارة الخارجية اليونانية حول العلاقات مع مصر
- موقع وزارة الخارجية المصرية حول العلاقات مع اليونان